# Bullia sendersi
Bullia sendersi is een slakkensoort uit de familie van de Nassariidae. De wetenschappelijke naam van de soort is voor het eerst geldig gepubliceerd in 1978 door Kilburn.